# 吉沢商店
吉澤商店（よしざわしょうてん、設立年不明 - 大正元年（1912年）9月10日 合併）は、かつて東京に存在した日本の貿易会社、映画会社である。日本最古の映画会社の一つであり、「日本初の映画専門館」と「日本初の撮影所」を開いたほか、浅草公園に「ルナパーク」を開設、日活を構成する前身4社のうち1社として映画史にその名を残す。旧社名吉澤商舗（よしざわしょうほ）。

## 略歴・概要
吉沢商店の前身、吉澤商舗は、美術品貿易商であった。神田に所在したのち、東京市京橋区南金六町13番地（現在の東京都中央区銀座8丁目）に移転している。同社社主・吉沢某の縁者で、富山県から上京して慶應義塾に学んだ河浦謙一は同社に勤め、時期は不明であるが、同社の経営を継承している。同社は、錦絵や郵便切手などの輸出により利益を得た。
時期は不明であるが、1896年（明治29年）10月以降の時期に、同社は社名を「吉澤商店」と変更する。このころには、新たな事業分野として幻燈機の製造販売を行っていた企業であった。
関西地区では稲畑勝太郎が持ち込んだ「シネマトグラフ」を別ルートで持ち込んだイタリア人技師ブランチャリーニが、すでに「吉澤商店」と名称変更済みの同社を1897年（明治30年）1月に訪れ、これを同社は横浜市住吉町（現在の同市中区住吉町）の「港座」で関東地区初公開を行ったのが、同年3月9日であった。同社は東京・神田区「錦輝館」でも興行。

### 活動写真制作と全国巡業の開始
同社は以後、「活動巡業隊」を結成。一種3分ほどのフィルムを10～15種持ち歩き、全国での巡回興行を開始。
1900年（明治33年）には、幻燈機同様に安価な国産映写機の製造販売を始めた。同年6月、北清事変（義和団の乱）が起きて日本が参戦、これに同社は撮影技師の柴田常吉および深谷駒吉を派遣、同年10月18日には『北清事変活動大写真』として神田・錦輝館で公開した。翌1901年（明治34年）5月25日には、スチル写真で構成した『北清事変写真帖』を同社が編集発行している。

### 「浅草電気館」の開設
1903年（明治36年）10月、電気実験を見世物としていた浅草公園六区の「電気館」を、「日本初の活動写真常設上映館」として改装しオープンする。巡回興行は同年、朝鮮半島にも及び、同地の映画導入の歴史にその名を残した。
1904年（明治37年）には、日露戦争に撮影隊を派遣、翌年にかけ、ドキュメンタリーフィルムを劇場公開している。派遣された撮影技師は千葉吉蔵であった。同社はこれを米国でも上映し、その際に河浦は、遊園地やエジソン・ブラック・マライア撮影所を視察した。
1905年（明治38年）8月、「吉沢商店巡業隊」はマレー半島で巡業。実写映画は海外でも歓迎され、当時吉沢商会は日本で最も大きい映画会社となった。

### 「吉沢商店目黒行人坂撮影所」の開設
1908年（明治41年）1月、東京府荏原郡目黒村大字下目黒の行人坂の目黒駅前に、「日本初の映画撮影所」である「吉沢商店目黒行人坂撮影所」を建設。同年4月にはオープン、稼動した。
同ステージは、店主の河浦自身がアメリカで見てきたスタジオに似せて設計した。これは24メートル×30メートルの屋根までガラス張りの建物で、電力の供給が乏しく、天然光線しか使えなかった。スタジオができたが、「実景応用」が観客に珍しかった時代であり、撮影スタッフは無理をして海や山へ「出写し」（ロケーション）をした。しかし、実景を背景にしても役者の演技は歌舞伎の型で押し通す珍妙なものだった。劇物の活動写真は他社も数を増やしたが、役者は三流どころ、セットは使わずほとんどを戸外や道の真ん中で撮影するお粗末なもので、吉沢撮影所だけがときどきスタジオを使った。
また、寄席の花形である女義太夫のなかで当代随一の人気だった豊竹呂昇の語りをレコード盤に吹き込み、活動写真と合わせて興行した。発声映画の試みの一つだった。
同年、のちの映画監督枝正義郎が同撮影所に入社、創成期のカメラマン千葉吉蔵に師事した。このころ、M・パテー商会から新派劇出身の俳優関根達発が入社、藤沢浅二郎とともに同社の俳優養成所で俳優指導にあたり、多くの映画に主演したほか、専属俳優に木下吉之助らがいた。

### 「ルナパーク」の開設
1910年（明治43年）9月10日、浅草公園の「日本パノラマ館」の跡地（約1,200坪）に、娯楽施設「ルナパーク」を開く。ニューヨークのコニーアイランドを模した遊園地で、写真館や物産店・飲食店、天文館、木馬館、活動館のほか、高さ50尺（約15メートル）の築山から大瀑布を落とすという派手なもので、たいへんな盛況を得る。同年11月13日に死去した小林商店（現在のライオン）創業者小林富次郎の葬儀の記録映画を受注、『小林富次郎葬儀』を製作、これは一般に公開されることなく発注者に納品されたものである。
この年、のちの映画監督吉野二郎が同撮影所に入社。
1911年（明治44年）、「ルナパーク株式会社」を設立、事業を法人化するが、オープン後わずか半年の同年4月29日、火事によってルナパーク全体を焼失する。これにより、同社は大きな損失を被った。
1912年（明治45年）3月、「株式会社東京ルナパーク」に改組。

### 「日本活動写真株式会社」の設立
1912年（明治45年）3月、福宝堂、横田商会、M・パテー商会との4社合併で「日本活動フィルム株式会社」（日フイ）を設立。
1912年（大正元年）9月10日、「日フイ」では「フイになって縁起が悪い」と、社名を「日本活動写真株式会社」（日活）と改める。
合併後しばらくは目黒行人坂撮影所のグラスステージは使用されたが、まもなく「日活向島撮影所」が建設され、行人坂は閉鎖された。このとき河浦も取締役に就任して日活の経営に参加するが、1914年（大正3年）には、初代社長後藤猛太郞、横田千之助、元福宝堂社長の田畑健造らとともに取締役を辞任、映画界を去る。それとともに河浦は、個人経営の「吉沢商店」を再興し、浮世絵コレクターとしての活動のほか、大野貯蔵銀行取締役、ルナパーク取締役社長、箱根土地監査役等を歴任した。
2012年（平成24年）5月現在、東京国立近代美術館フィルムセンターは、『紅葉狩』、および2005年（平成17年）に発掘・復元された『小林富次郎葬儀』を除き、同社の他作品の上映用プリントを所蔵していない。同2作のみが現存作品であり、いずれも国の重要文化財に指定されている。

## 企業データ
- 社名 : 吉澤商店 [1]
- 代表 : 河浦謙一
- 所在地 : 東京府東京市京橋区南金六町13番地 [1]（現在の東京都中央区銀座8丁目）
- 電話 : 新橋局 378番 [1]
- 事業場
  - 撮影所 : 東京府荏原郡目黒村大字下目黒（現在の目黒区下目黒）
  - 映画館 : #映画館の節
  - 遊園地 : 東京府東京市浅草区公園六区 - ルナパーク (浅草)の項

## 直営映画館
- 電気館 - 日本初の映画専門館
- 三友館
- オペラ館
- 帝国館

## おもなフィルモグラフィ
- 『紅葉狩』 : 撮影柴田常吉、出演九代目 市川團十郎・五代目 尾上菊五郎、1899年（明治32年）製作/1903年（明治36年）公開 - 現存
- 『北清事変活動大写真』 : 撮影柴田常吉・深谷駒吉、ドキュメンタリー映画、1900年（明治33年）
- 『自転車競走』 : 1902年（明治35年）
- 『五代目尾上菊五郎葬儀』 : 撮影河浦謙一、ドキュメンタリー映画、1903年（明治36年）
- 『日露戦争活動写真』 : 撮影千葉吉蔵、ドキュメンタリー映画、1904年（明治37年）
- 『忠臣蔵五段目』 : 撮影小西亮、主演片岡仁左衛門、1907年（明治40年）
- 『神刀流剣舞術菅公』 : 出演日比野雷風、1908年（明治41年）5月1日公開
- 『和洋折衷結婚式』 : 出演川上音二郎、1908年（明治41年）10月17日公開
- 『己が罪』 : 原作菊池幽芳、撮影千葉吉蔵、主演中野信近、神奈川県片瀬海岸で「出写し（ロケ）」を行う。1908年（明治41年）11月
- 『ハイカラ』 : 原作益田太郎冠者、主演藤沢浅二郎、木下吉之助、1909年（明治42年）11月
- 『女夫波』 : 原作田口掬汀、出演中野信近、1909年（明治42年）2月10日公開
- 『乳姉妹』 : 原作菊池幽芳、撮影千葉吉蔵、出演中野信近、1909年（明治42年）
- 『新乳姉妹』 : 原作菊池幽芳、出演中野信近・藤川岩之助、1910年（明治43年）
- 『復活』 : 原作レフ・トルストイ、1910年（明治43年）
- 『不如帰』 : 原作徳富蘆花、1910年（明治43年）
- 『芝浜の革財布』 : 原作三遊亭圓朝、主演木下吉之助、1910年（明治43年）
- 『小林富次郎葬儀』 : 撮影小西亮、ドキュメンタリー映画、1910年（明治43年） - 現存[8]
- 『乳姉妹』 : 原作菊池幽芳、1912年（明治45年／大正元年）
- 『金色夜叉』 : 原作尾崎紅葉、1912年（明治45年／大正元年）

## ビブリオグラフィ
同社発行の書籍である。
- 『北清事変写真帖』、撮影柴田常吉・深谷駒吉、編集発行河浦謙一、1901年5月25日発行

## 註
1. 1 2 3 4 5  『北清事変写真帖』、奥付。
2. ↑  『日本紳士録 第三版』、交詢社、1896年10月、「河浦謙一」の項には「吉澤商舗」とある。
3. 1 2 3 4 5 6  佐賀女子短期大学サイト内にある長沢雅春の論文「開化期韓国における活動写真の伝来と近代日本」の記述を参照。なお文中の「河野謙一」は「河浦謙一」の誤りである。
4. ↑  筈見、p.20.
5. ↑  北清事変活動大写真、日本映画情報システム、文化庁、2014年12月27日閲覧。
6. ↑  現在の目黒区下目黒
7. ↑  『あゝ活動大写真 グラフ日本映画史 戦前篇』（朝日新聞社）
8. 1 2 3  発掘された映画たち2005、東京国立近代美術館フィルムセンター、2012年5月17日閲覧。
9. ↑  橋爪紳也『日本の遊園地』、講談社現代新書、2000年、p.60
10. ↑  「日本活動写真フイルム会社設立決定」中外商業新聞 明治45年6月2日『新聞集成明治編年史、第十四巻』（国立国会図書館デジタルコレクション）
11. ↑  所蔵映画フィルム検索システム 1900年代/1910年代、東京国立近代美術館フィルムセンター、2012年5月17日閲覧。

## 関連事項
- 映画スタジオ
- 活動写真 - 活動弁士
- 日活 - 福宝堂、横田商会、M・パテー商会 - 日活向島撮影所